# کریس کالینز (خواننده)
کریس کالینز (انگلیسی: Chris Collins؛ زادهٔ ۱۰ اوت ۱۹۶۷) یک موسیقی‌دان اهل ایالات متحده آمریکا است. وی از سال ۱۹۸۶ میلادی تاکنون مشغول فعالیت بوده‌است.
از فیلم‌ها یا برنامه‌های تلویزیونی که وی در آن نقش داشته است می‌توان به جریمه اشاره کرد.